# 小笠原広重
小笠原 広重（おがさわら ひろしげ）は、戦国時代の武将。

## 生涯
広重の家系は信濃守護を務めた小笠原貞朝の庶子で三河国幡豆郡寺部城主となった定政（安芸守家）に始まり、広重はその孫にあたるという。また分家には同郡欠城主の新九郎家（小笠原安元）があった。
当初は駿河・遠江・三河を治める戦国大名今川氏に属した。永禄5年（1562年）頃に本多忠勝より誘いを受けて松平元康（徳川家康）に従うようになり、永禄6年（1563年）三河一向一揆の乱で活躍し、翌年には同族で岳父の小笠原安元とともに幡豆郡内の本領安堵を受けた。永禄11年（1568年）武田氏への備えとして松平家忠とともに船形山城に在陣する。元亀元年（1570年）姉川の戦いでは谷熊助・鹿助という武士を討つ功を挙げる。元亀2年（1571年）武田氏が遠江高天神城を攻めた際には、女婿の小笠原貞頼とともに高天神城を救援した。元亀3年（1572年）三方ヶ原の戦いでは浜松城の留守を務めた。その後家督は嫡男の信元に移り、天正13年（1585年）に没した。